# Lycia Naff
Pour les articles homonymes, voir Swanson.
Lycia Naff est une actrice, danseuse et journaliste américaine née le 29 août 1962 à Las Vegas au Nevada.

## Filmographie

### Cinéma
- 1986 : Le Clan de la caverne des ours : Uba
- 1987 : L'Arme fatale : Dixie
- 1989 : Chopper Chicks in Zombietown : T.C.
- 1990 : Total Recall : Mary

### Télévision
- 1982-1986 : Fame : une danseuse, Moira et Susan (7 épisodes)
- 1983 : The Jeffersons : Donna (1 épisode)
- 1984 : Masquerade : Maria (1 épisode)
- 1984 : Les Petits Génies : Tina
- 1985 : Hôpital St Elsewhere : Maddy (3 épisodes)
- 1985 : Rick Hunter : Sally LaPone (2 épisodes)
- 1985 : Le Juge et le Pilote : Ali Casir (1 épisode)
- 1986 : Jack and Mike : Sammy (1 épisode)
- 1987 : Max Headroom : Jaxy (1 épisode)
- 1988 : Equalizer : Amy (1 épisode)
- 1989 : Pas de répit sur planète Terre : Connie Russo (1 épisode)
- 1989 : Star Trek : La Nouvelle Génération : Sonya Gomez (2 épisodes)
- 1989 : Hôpital central : Phoebe Dawson (12 épisodes)
- 1990 : Alerte à Malibu : Wanda (1 épisode)
- 1990 : ABC Afterschool Special : Bernice Sherman (1 épisode)
- 1990 : Return to Green Acres : B.B.
- 1990 : Flash : Lila (1 épisode)
- 1991 : Le Père Dowling : Michele (1 épisode)
- 1991 : New York, police judiciaire : Mimi Sternhagen (1 épisode)
- 2007 : FBI : Portés disparus : Lynn Neyer (1 épisode)
- 2008 : Ghost Whisperer : le boucher (1 épisode)
- 2021 : Star Trek: Lower Decks : Capitaine Sonya Gomez (1 épisode)